# La Liga de 2009–10
A Primeira Divisão do Campeonato Espanhol de Futebol da temporada 2009-2010 foi a 79ª edição da principal divisão do futebol espanhol. O regulamento foi similar ao dos anos anteriores.

## Promovido e Rebaixados
| Pos | Promovidos |
| --- | ---------- |
| 1º  | Xerez      |
| 2º  | Zaragoza   |
| 3º  | Tenerife   |

| Pos | Rebaixados |
| --- | ---------- |
| 18º | Betis      |
| 19º | Numancia   |
| 20º | Recreativo |

## Regulamento
A La Liga foi disputada por 20 clubes em 2 turnos. Em cada turno, todos os times jogaram entre si uma única vez. Os jogos do segundo turno foram realizados na mesma ordem no primeiro, apenas com o mando de campo invertido. Não existe campeões por turnos, onde o Barcelona foi declarado campeão espanhol, pois obteve o maior número de pontos após as 38 rodadas

### Critérios de desempate
Caso existisse empate de pontos entre dois clubes, os critérios de desempates seriam aplicados na seguinte ordem:
1. Saldo de gols[1]
2. Gols marcados
3. Confronto direto
4. Partida de desempate em campo neutro

## Televisão

### No Brasil
A SKY (empresa que atualmente transmite as partidas do torneio pelo canal Sports+) renovou seu contrato com os organizadores até a temporada 2011/2012, com direito a dois jogos por rodada e, na maioria das vezes, com exclusividade (geralmente envolve jogos da dupla Barcelona e Real Madrid). Desde a temporada 2006/2007, a empresa detém os direitos de transmissão da competição, cujos jogos são transmitidos apenas em pay-per-view.
Mas mesmo com a garantia de exclusividade, a SKY resolve revender os direitos os canais ESPN, mas segunido algumas restrições, entre elas, a não transmissão do El Clásico (famoso clássico entre os dois grandes clubes). Mesmo assim, a ESPN HD (canal criado no primeiro semestre de 2009) transmitiu Real Madrid x Barcelona, além de mostrar alguns jogos importantes que antes só passavam na SKY.
Com a contratação dos meias Kaká e Cristiano Ronaldo (ambos eleitos melhores jogadores do mundo pela FIFA em 2007 e 2008 respectivamente) ao Real, surgiram noticias de que algumas emissoras de TV aberta se interessam em transmitir, pois a Redetv! anunciou que vai tentar comprar os direitos de transmissão, e no programa Kajuru na área, das afiliadas do SBT no interior de São Paulo, Jorge Kajuru anunciou que Silvio Santos está negociando um campeonato de futebol com exclusividade, podendo ser a liga espanhola.
Sem contar que os canais ESPN, em suas versões tradicionais, estão tentando rever o contrato que mantém com a SKY para poder transmitir os principais jogos.

## Participantes
| Clube               | Cidade                 | Estádio                   | Capacidade |
| ------------------- | ---------------------- | ------------------------- | ---------- |
| Almería             | Almeria                | Estadio del Mediterráneo  | 22.000     |
| Athletic Bilbao     | Bilbau                 | San Mamés                 | 39.750     |
| Atlético Madrid     | Madrid                 | Vicente Calderón          | 54.851     |
| Barcelona           | Barcelona              | Camp Nou                  | 98.772     |
| Deportivo La Coruña | Corunha                | Riazor                    | 34.600     |
| Espanyol            | Barcelona              | Cornellá-El Prat          | 40.000     |
| Getafe              | Getafe                 | Alfonso Pérez             | 14.400     |
| Málaga              | Málaga                 | La Rosaleda               | 28.963     |
| Mallorca            | Palma de Maiorca       | Son Moix                  | 23.142     |
| Osasuna             | Pamplona               | Reyno de Navarra          | 19.553     |
| Racing Santander    | Santander              | El Sardinero              | 22.271     |
| Real Madrid         | Madrid                 | Santiago Bernabéu         | 80.354     |
| Sevilla             | Sevilha                | Ramón Sánchez Pizjuán     | 42.649     |
| Sporting Gijón      | Gijón                  | El Molinón                | 25.885     |
| Tenerife            | Santa Cruz de Tenerife | Heliodoro Rodríguez López | 24.000     |
| Valencia            | Valência               | Mestalla                  | 55.000     |
| Valladolid          | Valhadolide            | José Zorrilla             | 26.512     |
| Villarreal          | Villarreal             | El Madrigal               | 25.000     |
| Xerez               | Jerez de la Frontera   | Chapín                    | 20.300     |
| Zaragoza            | Saragoça               | La Romareda               | 34.596     |

## Classificação
| P. | Equipe              | J  | V  | E  | D  | GP  | GC | SG  | Pts |
| -- | ------------------- | -- | -- | -- | -- | --- | -- | --- | --- |
| 1  | FC Barcelona        | 38 | 31 | 6  | 1  | 98  | 24 | +74 | 99  |
| 2  | Real Madrid         | 38 | 31 | 3  | 4  | 102 | 35 | +67 | 96  |
| 3  | Valencia FC         | 38 | 21 | 8  | 9  | 59  | 40 | +19 | 71  |
| 4  | Sevilla FC          | 38 | 19 | 6  | 13 | 65  | 48 | +17 | 63  |
| 5  | RCD Mallorca        | 38 | 18 | 8  | 12 | 59  | 44 | +15 | 62  |
| 6  | Getafe CF           | 38 | 17 | 7  | 14 | 58  | 48 | +10 | 58  |
| 7  | Villareal CF        | 38 | 16 | 8  | 14 | 58  | 57 | +1  | 56  |
| 8  | Athletic Bilbao     | 38 | 15 | 9  | 14 | 50  | 52 | -2  | 54  |
| 9  | Atlético de Madrid  | 38 | 13 | 8  | 17 | 57  | 61 | -4  | 47  |
| 10 | Deportivo La Coruña | 38 | 13 | 8  | 17 | 35  | 48 | -13 | 47  |
| 11 | RCD Espanyol        | 38 | 11 | 11 | 16 | 29  | 46 | -17 | 44  |
| 12 | Osasuna             | 38 | 11 | 10 | 17 | 37  | 46 | -9  | 43  |
| 13 | UD Almería          | 38 | 10 | 12 | 16 | 42  | 55 | -13 | 42  |
| 14 | Real Zaragoza       | 38 | 10 | 11 | 17 | 46  | 64 | -18 | 41  |
| 15 | Sporting de Gijón   | 38 | 9  | 13 | 16 | 36  | 51 | -15 | 40  |
| 16 | Racing Santander    | 38 | 9  | 12 | 17 | 42  | 59 | -17 | 39  |
| 17 | Málaga CF           | 38 | 7  | 16 | 15 | 42  | 48 | -6  | 37  |
| 18 | Real Valladolid     | 38 | 7  | 15 | 16 | 36  | 62 | -26 | 36  |
| 19 | CD Tenerife         | 38 | 9  | 9  | 20 | 40  | 74 | -34 | 36  |
| 20 | Xerez CD            | 38 | 8  | 10 | 20 | 37  | 66 | -29 | 34  |

|  |                                                                                                   |
|  | Zona de classificação à fase de grupos da Liga dos Campeões da UEFA de 2010-11                    |
|  | Zona de classificação aos play-offs para a fase de grupos da Liga dos Campeões da UEFA de 2010-11 |
|  | Zona de classificação à Liga Europa da UEFA de 2010-11                                            |
|  | Zona de rebaixamento à Segunda Divisão Espanhola de 2010-11                                       |

| Campeão Espanhol 2009/2010        |
| --------------------------------- |
| FC Barcelona Campeão (20º título) |

## Confrontos
|                    | ATH | ATM | OSA | DEP | FCB | GET | MGA | RAC | ESP | MLL | RM  | VAD | ZAR | SEV | SPG | TEN | ALM | VAL | VIL | XER |
| Athletic Bilbao    | -   | 0-3 | 1-1 | 2-1 | 1-1 | 2-2 | 1-1 | 4-3 | 1-0 | 1-3 | 1-0 | 2-0 | 0-0 | 0-4 | 1-2 | 4-1 | 4-1 | 1-2 | 3-2 | 3-2 |
| Atlético de Madrid | 2-0 | -   | 1-0 | 3-0 | 2-1 | 0-3 | 0-2 | 1-1 | 4-0 | 1-1 | 2-3 | 3-1 | 2-1 | 2-1 | 3-2 | 3-1 | 2-2 | 4-1 | 1-2 | 1-2 |
| Dep. de La Coruña  | 3-1 | 2-1 | 1-0 | -   | 1-3 | 1-3 | 1-0 | 1-1 | 2-3 | 1-0 | 1-3 | 0-2 | 0-1 | 1-0 | 1-1 | 3-1 | 0-0 | 0-0 | 1-0 | 2-1 |
| CA Osasuna         | 0-0 | 3-0 | -   | 3-0 | 1-1 | 0-0 | 2-2 | 1-3 | 2-0 | 0-1 | 0-0 | 1-1 | 2-0 | 0-2 | 1-0 | 1-0 | 1-0 | 1-3 | 1-1 | 1-1 |
| Deportivo          | 3-1 | 2-1 | 1-0 | -   | 1-3 | 1-3 | 1-0 | 1-1 | 2-3 | 1-0 | 1-3 | 0-2 | 0-1 | 1-0 | 1-1 | 3-1 | 0-0 | 0-0 | 1-0 | 2-1 |
| FC Barcelona       | 4-1 | 5-2 | 2-0 | 3-0 | -   | 2-1 | 2-1 | 4-0 | 1-0 | 4-2 | 1-0 | 4-0 | 6-1 | 4-0 | 3-0 | 4-1 | 1-0 | 3-0 | 1-1 | 3-1 |
| Getafe             | 2-0 | 1-0 | 2-1 | 0-2 | 0-2 | -   | 2-1 | 0-0 | 1-1 | 3-0 | 2-4 | 1-0 | 0-2 | 4-3 | 1-1 | 2-1 | 2-2 | 3-1 | 3-0 | 5-1 |
| Málaga             | 1-1 | 3-0 | 1-1 | 0-0 | 0-2 | 1-0 | -   | 1-2 | 2-1 | 2-1 | 1-1 | 0-0 | 1-1 | 1-2 | 1-1 | 1-1 | 1-2 | 0-1 | 2-0 | 2-4 |
| Racing Santander   | 0-2 | 1-1 | 1-1 | 0-1 | 1-4 | 1-4 | 0-3 | -   | 3-1 | 0-0 | 0-2 | 1-1 | 0-0 | 1-5 | 2-0 | 2-0 | 0-2 | 0-1 | 1-2 | 3-2 |
| RCD Espanyol       | 1-0 | 3-0 | 2-1 | 2-0 | 0-0 | 0-2 | 2-1 | 0-4 | -   | 1-1 | 0-3 | 1-1 | 2-1 | 2-0 | 0-0 | 2-1 | 2-0 | 0-2 | 1-1 | 0-0 |
| RCD Mallorca       | 2-0 | 4-1 | 2-0 | 2-0 | 0-1 | 3-1 | 1-1 | 1-0 | 2-0 | -   | 1-4 | 3-0 | 4-1 | 1-3 | 3-0 | 4-0 | 3-1 | 3-2 | 1-0 | 2-0 |
| Real Madrid        | 5-1 | 3-2 | 3-2 | 3-2 | 0-2 | 2-0 | 2-0 | 1-0 | 3-0 | 2-0 | -   | 4-2 | 6-0 | 3-2 | 3-1 | 3-0 | 4-2 | 2-0 | 6-2 | 5-0 |
| Real Valladolid    | 2-2 | 0-4 | 1-2 | 4-0 | 0-3 | 0-0 | 1-2 | 2-1 | 0-0 | 1-2 | 1-4 | -   | 1-1 | 2-1 | 2-1 | 3-3 | 1-1 | 2-4 | 0-2 | 0-0 |
| Real Zaragoza      | 1-2 | 1-1 | 0-1 | 0-0 | 2-4 | 3-0 | 2-0 | 2-2 | 1-0 | 1-1 | 1-2 | 1-2 | -   | 2-1 | 1-3 | 1-0 | 2-1 | 3-0 | 3-3 | 0-0 |
| Sevilla FC         | 0-0 | 3-1 | 1-0 | 1-1 | 2-3 | 1-2 | 2-2 | 1-2 | 0-0 | 2-0 | 2-1 | 1-1 | 4-1 | -   | 3-0 | 3-0 | 1-0 | 2-1 | 3-2 | 1-1 |
| Sporting Gijón     | 0-0 | 1-1 | 3-2 | 2-1 | 0-1 | 1-0 | 2-2 | 0-1 | 1-0 | 4-1 | 0-0 | 0-2 | 1-1 | 0-1 | -   | 0-2 | 1-0 | 1-1 | 1-0 | 2-2 |
| Tenerife           | 1-0 | 1-1 | 2-1 | 0-1 | 0-5 | 3-2 | 2-2 | 2-1 | 4-1 | 1-0 | 1-5 | 0-0 | 1-3 | 1-2 | 2-1 | -   | 2-2 | 0-0 | 2-2 | 1-0 |
| UD Almería         | 1-4 | 1-0 | 2-0 | 1-1 | 2-2 | 1-0 | 1-0 | 2-2 | 0-1 | 1-1 | 1-2 | 0-0 | 1-0 | 4-2 | 3-1 | 1-1 | -   | 0-3 | 2-3 | 1-0 |
| Valencia           | 2-0 | 2-2 | 3-0 | 1-0 | 0-0 | 2-1 | 1-0 | 0-0 | 1-0 | 1-1 | 2-3 | 2-0 | 3-1 | 2-0 | 2-2 | 1-0 | 2-0 | -   | 4-1 | 3-1 |
| Villarreal CF      | 2-1 | 2-1 | 0-2 | 1-0 | 1-4 | 3-2 | 2-1 | 2-0 | 0-0 | 1-1 | 0-2 | 3-1 | 4-2 | 3-0 | 1-0 | 5-0 | 1-1 | 2-0 | -   | 2-0 |
| Xerez              | 0-1 | 0-2 | 1-2 | 0-3 | 0-2 | 0-1 | 1-1 | 2-2 | 1-1 | 2-1 | 0-3 | 3-0 | 3-2 | 0-2 | 0-0 | 2-1 | 2-1 | 1-3 | 2-1 | -   |

## Artilheiros
Atualizado até 16 de maio de 2010.
| #  | Jogador           | Equipe         | Gols |
| -- | ----------------- | -------------- | ---- |
| 1º | Lionel Messi      | FC Barcelona   | 34   |
| 2º | Gonzalo Higuaín   | Real Madrid CF | 27   |
| 3º | Cristiano Ronaldo | Real Madrid CF | 26   |
| 4º | David Villa       | Valencia CF    | 21   |

## Assistentes
Atualizado até 16 de maio de 2010.
| #  | Jogador      | Equipe         | Assistências |
| -- | ------------ | -------------- | ------------ |
| 1º | Xavi         | FC Barcelona   | 14           |
| 2º | Lionel Messi | FC Barcelona   | 10           |
| 3º | Pedro León   | Real Madrid CF | 10           |
| 4º | Marcelo      | Real Madrid CF | 10           |

## Maiores públicos
| Nº | Público | Mandante | Placar | Visitante | Local | Data |
| -- | ------- | -------- | ------ | --------- | ----- | ---- |
| 1  |         |          |        |           |       |      |
| 2  |         |          |        |           |       |      |
| 3  |         |          |        |           |       |      |
| 4  |         |          |        |           |       |      |
| 5  |         |          |        |           |       |      |
| 6  |         |          |        |           |       |      |
| 7  |         |          |        |           |       |      |
| 8  |         |          |        |           |       |      |
| 9  |         |          |        |           |       |      |
| 10 |         |          |        |           |       |      |

## Mudanças de técnicos
| Clube | Antecessor | Motivo | Data | Última partida | Rodada | Posição | Sucessor |
| ----- | ---------- | ------ | ---- | -------------- | ------ | ------- | -------- |
|       |            |        |      |                |        |         |          |